# Füzuli nemzetközi repülőtér
A Füzuli nemzetközi repülőtér (azeriül: Füzuli Beynəlxalq Hava Limanı) egy repülőtér az azerbajdzsáni Füzuli városában. Ez az ország hét nemzetközi repülőtere egyike.

## Történelem
2020. október 17-én Füzuli városát az azerbajdzsáni hadsereg visszafoglalta az örmény erők 28 éves megszállása után. Ezt követően az azerbajdzsáni kormány aknamentesítési eljárást kezdeményezett, hogy megtisztítsák a várost és a környező területeket a taposóaknáktól.
2020. november 26-án az azerbajdzsáni közlekedési, hírközlési és csúcstechnológiai minisztérium jelentette, hogy a Nemzetközi Polgári Repülési Szervezet (ICAO) elfogadta az Állami Polgári Légiközlekedési Hivatal fellebbezését, amely szerint hat repülőteret, köztük a Füzuli repülőteret is fel kell venni a katalógusába. 2021 januárjában az azeri elnök, Ilham Alijev rendeletet adott ki a Füzuli-i nemzetközi repülőtér építéséről. Január 14-én került sor a leendő repülőtér alapkőletételére. A leszállópályát 2021. szeptember 5-én fejezték be és használták először. Az Azerbaijan Airlines Airbus A340-500 utasszállító repülőgépe és a Silk Way Airlines tulajdonában lévő Boeing 747–400 típusú repülőgép sikeres tesztrepülést hajtott végre, és leszállt a repülőtéren.